# Fröhlich-Faktor
Pour les articles homonymes, voir Fröhlich.
Le facteur Fröhlich ( FF ) - ou facteur chance – du nom de  Stefan Fröhlich – est un indicateur permettant de mesurer la performance des systèmes de trading (automatiques) en backtesting .

## formule
La formule de calcul du facteur chance est la suivante : 
{\displaystyle FF={\frac {NettoProfit\cdot PercentWinningTrades\cdot (ProfitFactor+(AverageWin/AverageLoss))}{Max.WinningTrade+Max.LoosingTrade+Max.Drawdown}}}
Le bénéfice net est le bénéfice généré au cours de la période d'échanges considérée, PercentWinningTrades (pourcentage des transactions gagnantes) indique la proportion des transactions qui pourraient être conclues avec profit, Profit factor (facteur de profit) est le ratio des transactions avec profit par rapport à celles avec perte. Average Win et Average Loss indiquent le gain moyen ou la perte moyenne par transaction. Sous la ligne de division, Max. Winning Trade (trade gagnant max.) et Max. Loosing Trade (trade perdant max.) sont utilisés pour éliminer les écarts de résultat et pour déterminer la valeur max. Drawdown, c'est-à-dire la perte la plus importante de la période d'observation qui est prise en compte.

## utilisation
Le facteur Fröhlich est souvent mentionné dans le rapport de performance d'un système de trading. 
Selon Stefan Fröhlich, le FF pour les systèmes intra-journaliers devrait être d'au moins 5 et pour les systèmes EOD (End of Day, fin de journée) d'au moins 10. Une valeur supérieure à 30 devrait être considérée de manière critique, car cela peut indiquer une sur-adaptation (angl. overfitting) et un système de trading qui sera de qualité inférieure dans des conditions réelles. 

## littérature
- Manuel Tradesignal pour la version 7.0, page 204.
- Tradesignal Online Terminal
- Harald Ruppert: Fröhlich Faktor Gütesiegel für Handelssysteme. Dans: boerse.de, 30. August 2010.

## références
1. ↑  Harald Ruppert: Fröhlich Faktor.